# Hrvatski Nogometni Klub Hajduk Split 2006-2007
Questa voce raccoglie le informazioni riguardanti l'Hrvatski Nogometni Klub Hajduk Split nelle competizioni ufficiali della stagione 2006-2007.

## Rosa
Aggiornata al termine della stagione
| N. |                                 | Ruolo | Calciatore        |
| -- | ------------------------------- | ----- | ----------------- |
| 1  | Croazia (bandiera)              | P     | Zlatko Runje      |
| 3  | Ungheria (bandiera)             | D     | Miklós Gaál       |
| 4  | Bosnia ed Erzegovina (bandiera) | C     | Dario Damjanović  |
| 5  | Croazia (bandiera)              | D     | Jurica Buljat     |
| 6  | Croazia (bandiera)              | D     | Boris Živković    |
| 7  | Croazia (bandiera)              | D     | Vlatko Đolonga    |
| 8  | Croazia (bandiera)              | C     | Igor Musa         |
| 9  | Croazia (bandiera)              | A     | Nikica Jelavić    |
| 11 | Croazia (bandiera)              | C     | Mario Carević     |
| 11 | Croazia (bandiera)              | A     | Nikola Kalinić    |
| 12 | Croazia (bandiera)              | P     | Vladimir Balić    |
| 13 | Croazia (bandiera)              | A     | Jurica Vučko      |
| 14 | Croazia (bandiera)              | C     | Drago Gabrić      |
| 15 | Croazia (bandiera)              | C     | Marin Ljubičić    |
| 16 | Bosnia ed Erzegovina (bandiera) | A     | Mladen Bartolović |
| 17 | Croazia (bandiera)              | D     | Tonči Žilić       |
| 18 | Bosnia ed Erzegovina (bandiera) | C     | Mirko Hrgović     |

| N. |                                 | Ruolo | Calciatore      |
| -- | ------------------------------- | ----- | --------------- |
| 20 | Uruguay (bandiera)              | C     | Pablo Munhoz    |
| 21 | Croazia (bandiera)              | A     | Ante Rukavina   |
| 22 | Croazia (bandiera)              | D     | Igor Gal        |
| 26 | Croazia (bandiera)              | D     | Goran Rubil     |
| 27 | Croazia (bandiera)              | D     | Filip Marčić    |
| 28 | Bosnia ed Erzegovina (bandiera) | D     | Boris Pandža    |
| 29 | Croazia (bandiera)              | D     | Mladen Pelaić   |
| 30 | Croazia (bandiera)              | A     | Tomislav Bušić  |
|    | Croazia (bandiera)              | A     | Duje Čop        |
|    | Croazia (bandiera)              | C     | Niko Peraić     |
|    | Croazia (bandiera)              | C     | Zoran Plazonić  |
| 10 | Croazia (bandiera)              | C     | Niko Kranjčar   |
| 19 | Bosnia ed Erzegovina (bandiera) | A     | Dragan Blatnjak |
| 21 | Croazia (bandiera)              | D     | Darko Miladin   |
| 23 | Macedonia del Nord (bandiera)   | D     | Igor Kralevski  |
| 24 | Croazia (bandiera)              | C     | Josip Balatinac |
| 27 | Croazia (bandiera)              | D     | Luka Vučko      |

## Risultati

### Prva HNL
| Arbitro: | Nikola Petir (Kašina) |

|  |           |                      |
|  | Marcatori | 9’ Jelavić 69’ Bušić |

| Arbitro: | Alen Gerek (Zabok) |

|                              |           |  |
| Kranjčar 47’ (rig.) Musa 88’ | Marcatori |  |

| Arbitro: | Ivan Bebek (Fiume) |

|                            |           |                                        |
| Sivonjić 34’ Brajković 56’ | Marcatori | 27’ Bartolović 52’ Kranjčar 73’ Munhoz |

| Arbitro: | Vlado Svilokos (Sisak) |

|                     |           |  |
| Bartolović 30’, 37’ | Marcatori |  |

| Arbitro: | Draženko Kovačić (Križevci) |

|  |           |              |
|  | Marcatori | 29’ Kranjčar |

| Arbitro: | Marin Mlinar (Zagabria) |

|  |           |                    |
|  | Marcatori | 36’ (rig.) Carević |

| Arbitro: | Marijo Strahonja (Zagabria) |

|                                   |           |                    |
| Balatinac 37’, 59’ Bartolović 38’ | Marcatori | 11’ (rig.) Šafarić |

| Arbitro: | Bruno Marić (Daruvar) |

|              |           |  |
| Vitaić 90+6’ | Marcatori |  |

| Arbitro: | Draženko Kovačić (Križevci) |

|                                      |           |                                 |
| Carević 31’ (rig.) Munhoz 84’ (rig.) | Marcatori | 39’ (rig.) Eduardo 70’ Vugrinec |

| Arbitro: | Vlado Svilokos (Sisak) |

|             |           |                        |
| Rukavina 4’ | Marcatori | 24’ Balatinac 66’ Musa |

| Arbitro: | Ivan Bebek (Fiume) |

|                                     |           |  |
| Balatinac 13’ (rig.) Bartolović 55’ | Marcatori |  |

| Arbitro: | Bruno Marić (Daruvar) |

|                         |           |  |
| Blatnjak 31’ Munhoz 51’ | Marcatori |  |

| Vinkovci 4 novembre 2006, ore 14:00 CET (UTC+1) 13ª giornata | Cibalia                    | 0 – 0 referto | Hajduk Spalato | Stadio Cibalia (2 000 spett.)\| Arbitro: \| Igor Pristovnik (Zagabria) \| |
| Arbitro:                                                     | Igor Pristovnik (Zagabria) |               |                |                                                                           |

| Arbitro: | Zlatko Šimčić (Koprivnica) |

|                                               |           |  |
| Musa 7’ Bušić 36’ Bartolović 41’ Blatnjak 54’ | Marcatori |  |

| Arbitro: | Ivan Bebek (Fiume) |

|                               |           |  |
| Lovrek 40’, 68’ Mandžukić 90’ | Marcatori |  |

| Arbitro: | Alen Gerek (Zabok) |

|                           |           |  |
| Carević 7’ Bušić 17’, 42’ | Marcatori |  |

| Arbitro: | Marin Mlinar (Zagabria) |

|                           |           |  |
| Munhoz 50’ Bartolović 76’ | Marcatori |  |

| Arbitro: | Igor Pristovnik (Zagabria) |

|  |           |             |
|  | Marcatori | 32’ Carević |

| Arbitro: | Igor Pristovnik (Zagabria) |

|                               |           |  |
| Bartolović 16’ Bušić 20’, 36’ | Marcatori |  |

| Arbitro: | Vlado Svilokos (Sisak) |

|                  |           |                |
| Eduardo 20’, 38’ | Marcatori | 84’ Bartolović |

| Arbitro: | Marijo Strahonja (Zagabria) |

|                                   |           |  |
| Musa 11’ Bartolović 53’ Bušić 59’ | Marcatori |  |

| Pola 10 marzo 2007, ore 15:00 CET (UTC+1) 22ª giornata | Pola                                | 0 – 0 referto | Hajduk Spalato | Stadion Veruda (3 000 spett.)\| Arbitro: \| Ante Vučemilović-Šimunović (Osijek) \| |
| Arbitro:                                               | Ante Vučemilović-Šimunović (Osijek) |               |                |                                                                                    |

| Arbitro: | Vlado Svilokos (Sisak) |

|                        |           |  |
| Bušić 53’ Gabrić 90+3’ | Marcatori |  |

| Arbitro: | Igor Pristovnik (Zagabria) |

|              |           |                      |
| Primorac 40’ | Marcatori | 73’ Jelavić 84’ Musa |

| Arbitro: | Bruno Marić (Daruvar) |

|  |           |           |
|  | Marcatori | 52’ Radas |

| Arbitro: | Ivan Bebek (Fiume) |

|  |           |          |
|  | Marcatori | 19’ Musa |

| Arbitro: | Ivo Krečak (Sebenico) |

|                                            |           |  |
| Munhoz 46’ Musa 49’ Bartolović 54’ Čop 89’ | Marcatori |  |

| Arbitro: | Marin Mlinar (Zagabria) |

|                        |           |                                        |
| Peraica 14’ Piškor 16’ | Marcatori | 45’, 70’ Jelavić 59’ Gabrić 85’ Munhoz |

| Arbitro: | Igor Pristovnik (Zagabria) |

|           |           |             |
| Bušić 55’ | Marcatori | 3’ Radeljić |

| Arbitro: | Ivan Bebek (Fiume) |

|                     |           |                            |
| Bulat 61’ Batur 85’ | Marcatori | 26’ Jelavić 90+1’ Ljubičić |

| Arbitro: | Bruno Marić (Daruvar) |

|                                    |           |           |
| Ljubičić 3’ Bušić 14’ Gabrić 90+1’ | Marcatori | 39’ Pejić |

| Arbitro: | Igor Križarić (Čakovec) |

|                        |           |                        |
| Bušić 19’ Peraić 90+1’ | Marcatori | 68’ Budicin 90’ Ivanov |

| Arbitro: | Ivan Bebek (Fiume) |

|                       |           |  |
| Eduardo 14’, 39’, 78’ | Marcatori |  |

Fonte: HRnogomet.com

### Coppa di Croazia
| Arbitro: | Igor Pristovnik (Zagabria) |

|  |           |                             |
|  | Marcatori | 33’, 51’ Vučko 57’ Ljubičić |

| Arbitro: | Ivo Krečak (Sebenico) |

|                                                           |           |                          |
| Jelavić 9’ Vučko 90+3’ Munhoz 97’ Blatnjak 99’ Bušić 109’ | Marcatori | 11’ Brezovec 14’ Kolarić |

| Arbitro: | Vlado Svilokos (Sisak) |

|                                     |           |                                         |
| Bagarić 65’ (rig.) Žilić 67’ (aut.) | Marcatori | 30’ Bušić 32’ Bartolović 90’ Damjanović |

| Arbitro: | Igor Pristovnik (Zagabria) |

|                                      |           |                           |
| Živković 11’ Jelavić 38’ Hrgović 41’ | Marcatori | 4’ Bagarić 13’ Andričević |

| Arbitro: | Ivan Bebek (Fiume) |

|              |           |  |
| Vugrinec 40’ | Marcatori |  |

| Arbitro: | Vlado Svilokos (Sisak) |

|                               |           |                      |
| Damjanović 39’ Bartolović 45’ | Marcatori | 76’ Modrić 90’ Tadić |

Fonte: HRnogomet.com